# ちゃおデラックス
『ちゃおデラックス』（ちゃおDX）は、小学館が発行する日本の隔月刊少女漫画雑誌。

## 概要
主に『ちゃお』本誌連載作の番外編やデビューから5年以内の若手の漫画家の読み切り作品が掲載される。
1999年までは年3回刊（3月・8月・12月発売）で、8月に発売されるものは『こわーい増刊』というホラー漫画中心の増刊号だった。その後2000年と2001年は年4回刊（3月・7月・10月・12月発売）、2002年から2005年にかけては年5回刊へと移行。2005年12月には同じ『ちゃお』の増刊だった『ChuChu』が月刊誌として独立したことから、2006年1月発売号をもって隔月刊に移行し現在も奇数月に刊行中である。
隔月刊化されてからは毎号2、3人の『ChuChu』の作家が読みきり作品を執筆していた。しかし『ChuChu』の休刊が決定した直後の2009年11月発売分には同誌の作家による作品は掲載されなかった。
長らく『ちゃお』の増刊として刊行されていたが、2014年3月20日刊行・発売分にて連載作品の拡充と投稿コーナー設置のリニューアルを実施、『ちゃお』本誌から独立、改めて創刊された。これに伴い「春号」、「夏号」といった表記を「○月号」に改めている。
2020年3月、新型コロナウイルスの影響による臨時休校で自宅待機する少年・少女のために、小学館の少女漫画雑誌のバックナンバーが電子書店にて無料配信され、同誌もその対象となった。
2024年11月号をもって『ちゃおデラックス』を休刊し、今後発表の漫画については『ちゃお』の公式ホームページである『ちゃおプラス』へ移動することが発表された。

## 休刊時連載されていた作品
2024年11月号にて休刊のため一部連載作品はちゃお公式Web漫画サイトちゃおプラスに移行される予定。
- おかえりハニー（いわおかめめ）：2022年1月号 -
- オレ様キングダムDX（八神千歳）
- 金目銀目ねこ館（竜山さゆり）
- この恋が、罪だとしても（中原杏）：2022年1月号 -
- ショコラの魔法（みづほ梨乃）※『ちゃお』本誌または『ちゃおデラックスホラー』にて不定期で連載あり
- 天使と悪魔とわたし。（中嶋ゆか）： - 2024年11月号[3] ※本誌に掲載あり
- 透明なソラリス（あまねあい）：2024年1月号 -
- ないしょのリリー（ふじたはすみ）：2022年1月号 -
- 病棟少年（泉道亜紀）
- フレンズ（五十嵐かおる）：2024年5月号[6] - ※2024年3月号では読み切り扱い[7]
- 放課後、君だけのヒロイン（きたむらゆうか）：2022年3月号 -
- メイドは恋する蜂谷くん（小森チヒロ）：2022年7月号 -
- RIRIA-伝説の家政婦-（にしむらともこ）※本誌に掲載あり
- いじめシリーズ（五十嵐かおる）（不定期連載）
- ヴァンパイアの花嫁（小倉あすか）※本誌に掲載あり　（不定期連載）
- 心理捜査官ココロ（きたむらゆうか）（不定期連載）
- ナゾトキ姫は名探偵♥（阿南まゆき）※過去には『ちゃお』本誌に不定期掲載があった　（不定期連載）
- もふもふ執事シバ丸さん!（くろだまめた）　（不定期連載）

## 過去の連載作品
作品名五十音順。
- アイドルマスター（なぎり京）
- あの日の君と、いつかの未来で（寺下よこ）：2023年7月号 - 2023年11月号
- あやかし怪盗（水都あくあ）2010年春号 - 秋号
- ある日犬の国から手紙が来て（竜山さゆり：漫画、松井雄巧・田中マルコ：原作）（『ちゃお』本誌にて短期集中連載されたことがある。同名の絵本をコミカライズ）
- 愛しのシュガーウルフ（桜庭あも）：2023年1月号 - 2023年7月号
- エリートジャック!!（いわおかめめ）※過去には『ちゃお』本誌に不定期掲載があった
- オオカミ少年♥こひつじ少女（環方このみ）
- オーバーサイズ・ラブ（名寄匠）：2024年7月号[8] - 2024年11月号[3]
- おさわがセレブ♥さくらちゃん（和央明）：2020年5月号 - 2021年11月号
- キミの甘さじゃときめかない（詩瀬はるな）：2023年5月号 - 2023年9月号
- 鬼面羅（熊崎慎子）
- Qティング♥（水都あくあ)
- クリニックシリーズ（月梨野ゆみ）
- 黒百合ミステリー（阿南まゆき）：2022年7月号 - 2022年11月号
- 恋が始まらない！？（中嶋ゆか）
- コトナの世界（灯屋すぐる）：2022年1月号 - 2022年5月号
- シャッター音は恋のオト（ときわ藍）：2022年11月号 - 2023年3月号
- 18時から僕のもの（能登山けいこ）：2022年3月号 - 2024年5月号[6]
- 〜少女少年〜 GO!GO!ICHIGO（やぶうち優）
- スイーツ怪盗バニラムーン（にしむらともこ）
- 世界の果ての、真ん中で（やぶうち優）
- 戦慄！フラワーマーケット（牧原若菜）
- そらいろメモリアル（やぶうち優）：2021年3月号 - 2024年3月号 ※第1章は『ちゃお』本誌連載、休載期間あり
- だからあなたに恋をした（あまねあい）：2022年1月号 - 2023年9月号
- ためいきラブジュエル（大木真白)
- とろける〜じゅ（阿南まゆき）：2006年冬号 - 夏号、2007年冬号 - 秋号
- 天使と悪魔とわたし。（中嶋ゆか）： - 2024年11月号[3] ※本誌に掲載あり
- ナイショのガールズトーク〜JSのココロ〜（羽山ゆあ）：2022年1月号 - 2022年5月号
- 人間回収車シリーズ（泉道亜紀）※『ちゃおデラックスホラー』にて不定期連載
- ネザぴょん（ハラミユウキ）：2021年7月号 - 2022年3月号
- ハイカラおとめ〜開花宣言〜（花星みくり）：2022年1月号 - 2023年3月号
- 白衣の守護者シリーズ（姫川きらら）：2006年夏号 - 2007年初夏号
- ファーストロマンス（森江真子）
- HOME（五十嵐かおる）：2024年1月号[9] - ※2023年11月号まで読み切り扱い[10]
- 僕の星はキミだから（相庭）：2023年1月号 - 2023年5月号
- ミモザに恋して♡（和央明）：2022年1月号 - 2022年9月号
- 桃色♥本気モード!（阿南まゆき）：2008年初夏号 - 2009年春待ち号
- わたしたちのカルテ（五十嵐かおる）：2022年5月号 - 2022年11月号

## ちゃおデラックスホラー
2009年6月20日、1999年8月発売の『こわーい増刊』以来約10年ぶりに『ちゃおデラックスホラー』（ちゃおDXホラー）としてホラー漫画を中心に掲載した増刊号が発売された。2号目は1年後の2010年6月19日に発売され、この号より年2回刊（6月・12月発売）となる。また2012年6月20日発売の6号目より年3回刊（2月・6月・10月発売）となっている。なお『ちゃおデラックス』が奇数月発売のため、増刊枠の空いている偶数月のみに発売される。
掲載作品は読みきり中心であり、この増刊に関しては『ちゃお』本誌連載作の番外編は一切掲載されていない。